# Első geonosisi csata
Az első geonosisi csata a Csillagok háborúja II: A klónok támadása c. film egyik központi eseménye. A csata a Geonosis bolygón történt, Y. e. 22-ben. E csata során láthatjuk először harc közben a klónkatonákat, ekkor harcolnak először a Galaktikus Köztársaság oldalán.

## Előzmények
A csatát megelőzően Obi-Wan Kenobit Dooku gróf, Anakin Skywalkert és Padmé Amidalát pedig Jango Fett ejtette fogságba a geonosisi droidépítő telepen. Mindhármójukat halálra ítélték, a kivégzést a Geonosis-on megszokott módon, vadállatokkal szerettek volna végrehajtani a Petranaki arénában, de két jedi lovagot és a szenátort a lények nem voltak képesek megölni. A halálukat kívánó szeparatista vezetőket nyugtalansággal töltötte el sikerességük, ezért droidekákat küldtek rájuk. Miután a droidok bekerítették a halálra ítélteket, Mace Windu vezetésével 200 jedi jelent meg az arénában, akik szembeszálltak a droidokkal és kezdetét vette az első geonosisi csata.

## A csata
A csata során a túlerőben lévő szeparatista droidhadsereg hamar felőrölte az elszántan küzdő jediket, akik közül csupán nagyjából 30 fő maradt életben. Azután, hogy a droidok bekerítették őket jelent meg Yoda mester az újonnan felállított klónhadsereg élén és megfordította a harc menetét.
A csata végül a köztársasági hadsereg győzelmével és a Független Rendszerek Konföderációjának visszavonulásával ért véget. A csata során mindkét fél súlyos veszteségeket szenvedett.

## Köztársasági haderők
- 192 000 db klón
- 1600 db LAAT/csapatszállító/löveghajó
- 400 db LAAT/(AT-TE szállító)
- 2160 db AT-TE
- 100 db SPHA-T
- 12 db Bombahajó

## Szeparatista haderők
- 1 000 000 db csatadroid
- 100 000 db szuper csatadroid
- 15 000 db törpe pókdroid
- 4 db szonikus fegyver
- 4100 db pergőtűzdroid
- 7500 db önvezérlő pókdroid
- 286 db (169 db megmenekül) Techno unió csillaghajója
- 41 db (36 db megmenekül) Kereskedelmi céh csillaghajója
- 60 db (46 db megmenekül) Kereskedelmi szövetség maghajója